# Pleta de Colieto
La Pleta de Colieto és un pletiu situat dins del terme municipal de la Vall de Boí, a la comarca de l'Alta Ribagorça, i dins el Parc Nacional d'Aigüestortes i Estany de Sant Maurici.
Es troba, entre 2.175 i 2.208 metres d'altitud, al voltant de les ribes nord-oriental i oriental de l'Estany Gran de Colieto.

## Rutes[2]
Per la seva situació, totes les rutes que entren a la Vall de Colieto la travessen.